# 梁振蒲
梁振蒲（1863年—1948年），字照庭，河北省冀縣城北郝家冢村人，董海川弟子，傳有梁派八卦掌。

## 生平
梁振蒲幼年跟從鏢師秦鳳儀學武，1876年到北京，在前門外東大市萬興估衣莊當學徒，綽號估衣梁。16歲時經尹福引薦，拜入董海川門下。與師兄弟尹福、程廷華、劉德寬等切磋武艺。20歲時，因父母雙亡，開設武館，以教拳為生。
1899年4月，在北京南郊馬家堡與金镖赵六等发生冲突，击毙20余人，重伤50余人，判死刑下獄，收押刑部死牢。1900年，八國聯軍攻入北京，狱中犯人炸狱，趁机逃出監牢，回鄉隱居，後開設德勝鏢局，至1928年停業。曾在束鹿縣女子師範、冀縣省立十四中擔任體育教師，教授武術。

## 弟子
其弟子多在河北、北京、山東一帶，著名者有其子梁寶炎、郭古民、李少庵、田金峰、董文修、李子鳴等。